# Grootlo
Grootlo is een dorp op de grens van de Belgische provincies Antwerpen en Vlaams-Brabant en ligt in het "staartje" van de gemeente Heist-op-den-Berg. Het centrum met de kerk ligt op het grondgebied van het Antwerpse Schriek, de rest van het gehucht strekt zich uit over Tremelo en Keerbergen in Vlaams-Brabant.
Grootlo is in oorsprong vermoedelijk een Frankische nederzetting.
Uit haardtellingen in de 15de en de 16de eeuw blijkt dat Grootlo aanvankelijk meer inwoners telde dan Schriek, geleidelijk werd het gehucht echter minder belangrijk.

## Toponymie
Een loo of lo is een historische benaming in het Nederlandse taalgebied voor een bos. Het gaat dan wel om een specifiek soort bos, namelijk een open loofbosstructuur waarin de mens zijn bestaan vond. Het woord lo of loo is afkomstig van het Germaanse *lauhaz, wat open plek in een bos of bosje op hoge zandgrond betekent. 
Er konden akkertjes in liggen, en ook de nederzetting was niet ver weg. Tevens was het een veeweide. Het onderscheidt zich van andere historische termen voor bos, zoals holt, woud en bussch. Een loo was van al deze termen het bos dat het meest verweven was met het leven van de (pre)historische mens.
In deze betekenis wordt er mogelijks verwezen naar het gebied waarvan nu enkel de Bolloheide nog zichtbaar is. De Bolloheide is een vrij authentiek relict van het oorspronkelijk groot heidegebied dat zich van Bonheiden tot Baal uitstrekte. 
De Bolloheide bevindt zich op het grondgebied van Tremelo, maar vlak tegen het centrum van Grootlo. 

## Bezienswaardigheden

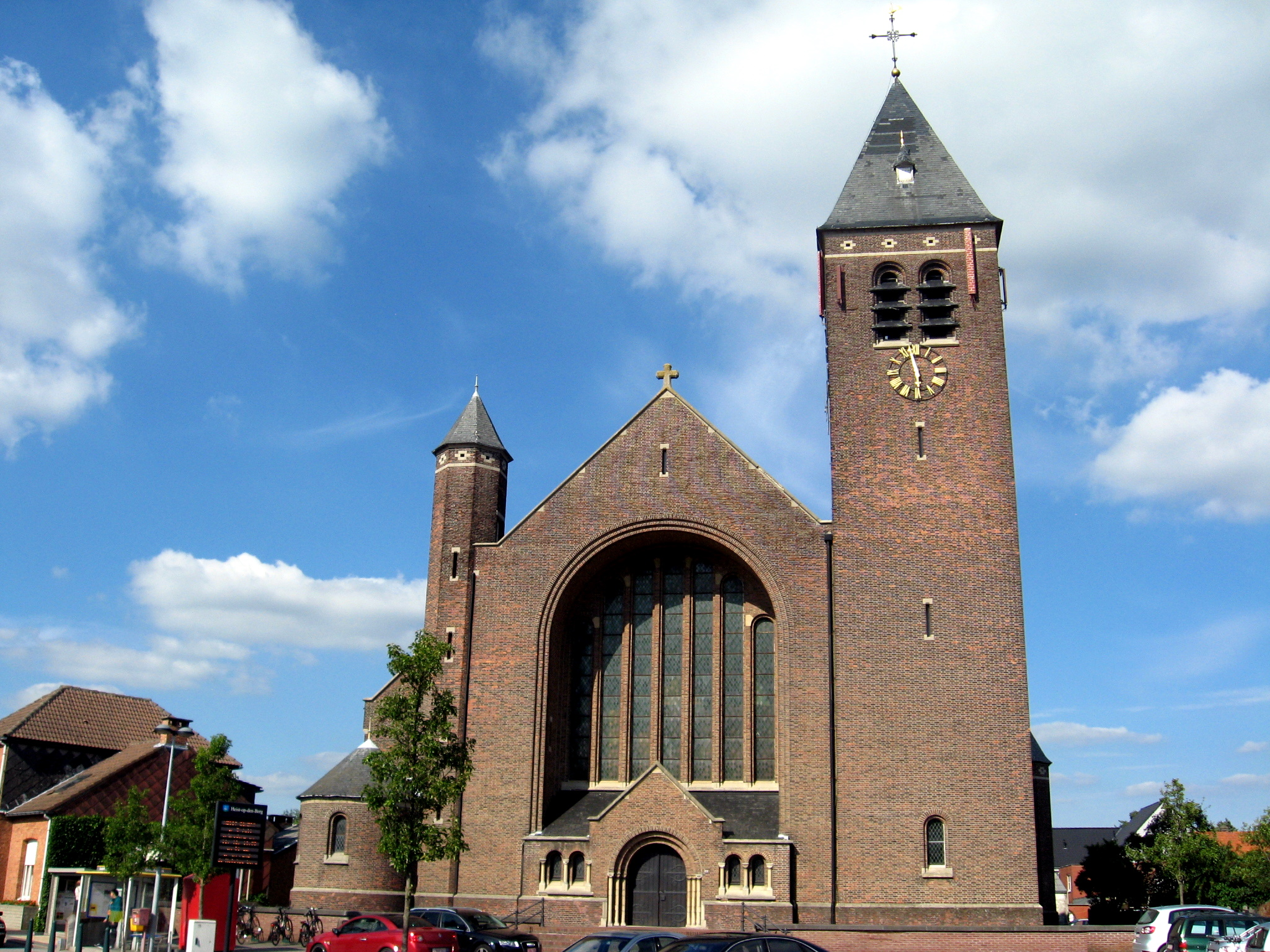
Heilige Naam Jezuskerk

- De Oude Kapel aan de Engelbert Goossensstraat
- De Heilige Naam Jezuskerk. Het gehucht werd een parochie in 1906; de kerk dateert uit 1936, ter vervanging van een vroegere kapel.

## Nabijgelegen kernen
Schriek, Pijpelheide, Keerbergen, Tremelo